# The Wreckers (polski zespół muzyczny)
The Wreckers – polski zespół jazzowy, założony w 1959 roku w Warszawie.

## Historia
Po przeprowadzce do Warszawy w 1959, Andrzej Trzaskowski powołał do życia nowy zespół o nazwie The Wreckers, w którego skład weszli: Alojzy Musiał (trąbka), Wojciech Karolak (saksofon tenorowy), Roman Dyląg (kontrabas) i Andrzej Dąbrowski (perkusja). Formacja czerpała inspiracje z muzyki Charliego Parkera, Dizzy’ego Gillespiego oraz hard bopu, zaś Trzaskowski czerpał z pianistyki Horace’a Silvera. Wreckersi zadebiutowali na Jazz Jamboree'59, zaś w 1960 roku, w składzie poszerzonym o Zbigniewa Namysłowskiego, nagrali płytę tzw. czwórkę pt. At The Last Moment z trzema utworami (At The Last Moment, Nina's Dream, Kalatówki'59 – czwartą kompozycję nagrało Trio Trzaskowskiego) oraz wystąpili w Filharmonii Narodowej. W 1962 roku Trzaskowski otrzymał stypendium amerykańskiego Departamentu Stanu. W czerwcu tegoż roku, razem z nowym składem The Wreckers wyjechał do Stanów Zjednoczonych – Dąbrowskiego za zestawem perkusyjnym zastąpił Adam Jędrzejowski, zaś miejsce Karolaka zajął Michał Urbaniak. Zespół koncertował, m.in. na festiwalach jazzowych w Waszyngtonie, Newport (Newport Jazz Festival), Nowym Orleanie i w popularnych klubach jazzowych, m.in. w Village Vanguard w Nowym Jorku. Wreckersi pojawili się także w popularnym programie telewizyjnym Who is in the World. Zespół otrzymywał pochlebne recenzje, m.in. w The New York Times i przyciągał fanów hasłem Iron Courtain Jazz (był pierwszą polską grupą jazzową występującą w USA). Po powrocie z amerykańskiego tournée zespół zmienił nazwę z The Wreckers (pol. „Burzyciele”, „Niszczyciele”) na Andrzej Trzaskowski Quintet, ponieważ ta w PRL-owskiej rzeczywistości wydawała się bezpieczniejsza. 3 czerwca 2013 roku Polskie Radio wydało na płycie kompaktowej z serii Polish Radio Jazz Archives – 05 wybór nagrań Andrzeja Trzaskowskiego z 1962 roku, w tym niepublikowane wcześniej na żadnym nośniku nagrania studyjne i koncertowe drugiego składu The Wreckers (Full Stop, Get Blues, Confirmation, Park Avenue Petite, Minority i Stella By Starlight).